# Ânderson Polga
Ânderson Corrêa Polga (Santiago, 1979. február 9. –) brazil válogatott labdarúgó.

## Fordítás
- Ez a szócikk részben vagy egészben  a(z)   Ânderson Polga című angol Wikipédia-szócikk fordításán alapul.  Az eredeti cikk szerkesztőit annak laptörténete sorolja fel. Ez a jelzés csupán a megfogalmazás eredetét és a szerzői jogokat jelzi, nem szolgál a cikkben szereplő információk forrásmegjelöléseként.